# بازگنجشک گردن‌حنایی

بازگنجشک گردن‌حنایی

بازگنجشک گردن‌حنایی (نام علمی: Accipiter erythrauchen) نام یک گونه از سرده بازها است. این گونه بوم‌زاد جزایر ملوک در اندونزی است. زیستگاه طبیعیش جنگل‌هایش واقع در سرزمین‌های کم ارتفاع می‌باشد.